# ژان–ژاک سروان–شرایبر
ژان-ژاک سروان شرایبر (به فرانسوی: Jean-Jacques Servan-Schreiber) اندیشمند معروف فرانسوی و نویسنده کتاب‌هایی همچون تکاپوی جهانی (کتاب) و تکاپوی آمریکایی بود. وی سال‌ها در نشریه اکسپرس L'EXPRESS فعالیت داشته و مقالات معروفی در دهه‌های ۵۰ تا هفتاد میلادی ارائه کرده‌است که از معروفترین آنها می‌توان به انتقاد از فشار فرانسه بر الجزایری‌ها در آن در سال ۱۹۵۷ نام برد. وی در سال ۲۰۰۶ در فرانسه و بر اثر سکته چشم از جهان فرو بست